# 孕ら☆みん!! 〜催眠中だし子づくり宣言〜
『孕ら☆みん!! 〜催眠中だし子づくり宣言〜』（はらみん さいみんなかだしこづくりせんげん）は、日本のアダルトゲームブランド・スワンアイが2008年5月30日に発売した18禁アドベンチャーゲーム。2009年12月25日よりダウンロード販売を開始している。

## ストーリー
東和学園2年生で図書委員の都々御遥人は教師の姉・日名子や同じ学園に通う妹・ゆか、おっとりした母・みさき、そして幼馴染みで同級生の小泉とうあたちに囲まれ、平穏な毎日を過ごしていた。
ところが、ある日の晩に見た夢で子供の頃、妹が入退院を繰り返していた際に妹を喜ばせたい一心で催眠術を習得しようとしていたが上手く行かなかったことを思い出す。今なら上手く行くかも知れないと思い、とうあに学園の屋上で催眠術を試してみたところとうあは催眠術にかかり、遥人の指示通りに服を脱ぎ始めるが始業のチャイムで催眠状態が中断されてとうあを怒らせてしまう。
遥人はその後も試行錯誤を重ねながら周囲の女の子や姉・妹、そして母までも催眠術の虜にしてしまい、催眠術の力でHを繰り返して行くがその内に女の子たちを孕ませてお腹が大きくなった状態を見てみたいと考え始める。

## 登場人物
都々御 遥人（つづみ はると）
声：なし
主人公。東和学園2年生で、図書委員だが不真面目な性格で委員会にはほとんど顔を出さない。ある日の晩、子供の頃に妹のゆかを喜ばせようと思って練習したが上手く行かなかった催眠術のことを夢の中で思い出し、幼馴染みのとうあに試してみたところ上手くいったのに味を占め、周囲の女の子や家族を次々と催眠術の虜にして行く。
初恋の相手は姉の日名子で、今も機会が有れば姉に甘えたいと思っているシスコンである。

### ヒロイン
小泉 とうあ（こいずみ とうあ）
声：箱森ゆめ
遥人の幼馴染みで同級生だが、恋愛関係よりは「女友達」である。アニメ鑑賞やゲームが趣味で、都々御家へ自宅同然に上がり込んでゲームをしたり晩ご飯を食べたりしている。
昔から些細なことで遥人と喧嘩をすることが多く、遥人の催眠術で「仲直りしたい時はHをする」と暗示をかけられる。

雛凪 つむじ（ひななぎ つむじ）
声：友咲綾乃
とうあの友達で、風紀委員。クラスは遥人やとうあとは別。性格は典型的なツンデレで、人前では何かと遥人に食ってかかる。
遥人に荒れた過去を過ごしたことを悩んでいると打ち明けた際に遥人の催眠術で「ありがとう」の言葉を発すると相手とHをしたくなる暗示をかけられる。

都々御 日名子（つづみ ひなこ）
声：相元ゆうき
遥人の姉で、東和学園の教師。公私の分別が徹底しており、遥人やゆかには学園内では「日名子先生」と呼ばせているが、遥人と二人きりになると態度が一変して甘くなる。
遥人の催眠術で「性教育の実践」を理由に弟とのHを受け入れる暗示をかけられる。

都々御 ゆか（つづみ ゆか）
声：今井舞
遥人の妹で、東和学園1年生。素直で礼儀正しい性格のお兄ちゃん子。幼少の頃は病弱で入退院を繰り返しており、今も決して丈夫な方とは言えないが負けず嫌いで、自分のことは自分でやりたがる。
遥人の催眠術で精液が病気の特効薬であると信じ込まされる。
都々御 みさき（つづみ みさき）
声：友咲綾乃
日名子・遥人・ゆかの母。普段はおっとりした性格だが酒乱癖があり、暴れると手が付けられなくなる。愛情表現が過剰なため遥人から敬遠されているが、本人はその理由に気づいていない。

相原 愛璃（あいはら まり）
声：相元ゆうき
東和学園3年生で、図書委員長。常に気だるげで感情が希薄である。根っからの読書好きで図書委員長の仕事に誇りを持っているためか、委員会に顔を出さない遥人を軽蔑している節があり、名前を「佐々木」と間違って覚えている一方、ゆかとは気が合うようである。
ローテンションでボソボソと喋り、時おり両手を頭上に挙げて踊り出すキャラクターでインパクトが強かったためか本作の発売後も「孕ら☆カノ!!」他のスワンアイ作品や体験版にゲスト出演しており、半ばマスコット化している。

### サブキャラクター
谷浦 虎太郎（たにうら こたろう）
声：なし
遥人の同級生で、風紀委員。生真面目そうな外見に反して周囲の笑いを取ることに命を賭けており、特にスーパー戦隊を模した「清掃グリーン」のスーツが気に入っている。他にもレッドやブラックなども持っている。
本作以後に発売された複数のスワンアイ作品にも体験版の進行役として、愛璃と共に登場してツッコミ役を務めている。

柏谷 紅（かしわだに くれあ）
声：なし
東和学園学生会長。周辺2校と合同開催する学園祭兼体育祭である学覇武祭（がくはぶさい）の実行委員会で遥人たちと知り合う。神出鬼没で、登場機会が比較的多い割にグラフィックは用意されていないが「縦ロールの金髪」が特徴らしい。穏やかな性格。

## スペシャルモード・要望パッチ
本編のCG回収率100％を達成すると、各ヒロインの後日談や番外編で構成されるスペシャルモードが解禁される。スペシャルモードで使用されているイベントCGは、大半が本編で使用されたグラフィックのヒロインが妊婦化した状態の差分となっている。
また、発売後に公式サイトで公開された「要望パッチ」を当てると以下の仕様が追加される。
- シーン回想モードのバックログ機能追加
- アニメーション鑑賞モードの追加
- スペシャルモードのタイトルが「孕ら☆みん!! 」から「ぼて☆みん!! 」に変更

## スタッフ
- シナリオ: 月待兎
- 原画: 文月紫
- 音楽 Arp